# 休密
休密，大夏时期的五翕侯之一，位置約在今阿富汗境內，首都在和墨城，在公元前30年-公元前80年间和其它三部翕侯都被贵霜王朝所灭。
《汉书》、《后汉书》记载的休密，在《梁书·西北诸部》作胡密丹，《洛阳伽蓝记》作钵和，《魏书》作伽倍国，《续高僧传》作达摩悉须多，《大唐西域记》作达摩悉铁帝，《悟空行记》作护密，《往五天竺国传》作胡密。亦作护蜜国、镬密国、护蜜多国、镬侃。护密是帕米尔高原上的古代小国，位于今阿富汗的瓦罕地区。都城在摸达城（今阿富汗喀布尔东北瓦罕），后徙都塞迦审城（今阿富汗喀布尔东北喷赤河西岸伊什卡什姆）。唐中宗神龙元年（705年）于护密国置鸟飞州都督府。

## 延伸阅读
- 《新唐书·西域传》

## 外部連結
[在维基数据编辑]
 《欽定古今圖書集成·方輿彙編·邊裔典·胡蜜丹部》，出自陈梦雷《古今圖書集成》
 《梁書/卷54》，出自姚思廉《梁書》